# Dikembe Mutombo
Dikembe Mutombo Mpolondo Mukamba Jean-Jacques Wamutombo, jednostavnije Dikembe Mutombo (Kinshasa, DR Kongo, 25. lipnja 1966. – Atlanta, Georgia, 30. rujna 2024.) bio je kongoanski profesionalni košarkaš. Igrao je na poziciji centra, a izabran je u 1. krugu (4. ukupno)  NBA drafta 1991. od strane Denver Nuggetsa. U svojoj osamnaestogodišnjoj karijeri četiri puta proglašen je obrambenim igračem godine te je čak 6 puta biran u All-Defensive momčad. Nastupio je u dva NBA finala 2001. i 2003., ali nažalost nikada nije osvojio NBA prsten. Mutombo je bio  svestran čovjek te govori čak devet jezika: engleski, francuski, španjolski, portugalski i pet afričkih jezika.

## Sveučilište
Želeći postati doktor, Mutombo se odlučio na pohađanje sveučilišta Georgetown. Tadašnji trener košarkaške momčadi, pozvao je Mutomba u svoju momčad na što je ovaj vrlo rado pristao. Sa suigračem Alonzom Mourningom stvorio je neprobojan tandem u reketu. 1991. diplomirao je jezikoslovlje i diplomaciju.

## NBA karijera

### Denver Nuggets
Izabran je kao 4. izbor NBA drafta 1991. od strane Denver Nuggetsa. U prvoj sezoni s Nuggetsima, Mutombo je prosječno postizao 16.6 poena, 12.3 skokova i 3 blokade te je izabran na svoju prvu All-Star utakmicu. Ubrzo se Mutombo nametnuo u jednog od najboljih obrambenih igrača lige. Iduća sezona bila je neuspješna i Nuggetsi nisu uspjeli ostvariti doigravanje. Međutim u trećoj sezoni s Nuggetsima, Mutombo je po prvi puta nastupio u doigravanju. U prvom krugu doigravanja susreli su se osmoplasirani Nuggetsi i prvoplasirani Seattle SuperSonicsi. Na iznenađenje svih, Nuggetsi su pobijedili u pet utakmica i prošli u drugi krug. Poslije završetka utakmice Mutombo je pao na pod i držao loptu iznad glave te zaplakao od sreće. Sa svojom 31 blokadom, u pet utakmica serije, Mutombo drži NBA rekord. Te iste sezone proglašen je obrambenim igračem godine.

### Atlanta Hawks
U sezoni 1995./96. Mutombo je postao slobodan igrač te je potpisao ugovor s Atlanta Hawksima. Mutombo je nastavio s odličnim statistikama te je u dresu Hawksa još dva puta proglašen obrambenim igračem godine. U tom razdoblju smislio je vrlo zanimljiv potez. Svaki puta kada je nekoga blokirao odmahuo bi prstom asocirajući na njegovu vladavinu pod košem. 

### Philadelphia 76ers
U veljači 2001. Mutombo je mijenjan u Philadelphiu 76erse u zamjenu za Thea Ratliffa. U dresu 76ersa proglašen je i po četvrti put obrambenim igračem godine te je pomogao momčadi ostvariti NBA finale. U NBA finalu svladali su ih Lakersi rezultatom 4-1. U sezoni 2001./02. 76ersi su mijenjali Mutomba u New Jersey Netse zbog straha da njegova igra nije više dominanta kao nekada.

### New Jersey Nets
Budući da su Netsi tražili kvalitetnog centra kako bi se nosio s Timom Duncanom ili Shaquilleom O'Nealom, potpisali su s Mutombom. Mutombo je većinu sezone bio izvan stroja zbog ozljede te je odigrao samo 24 utakmice. U doigravanju služio je kao šesti igrač te je ulazio s klupe.

### New York Knicks
U listopadu 2003. Netsi su otkupili Mutombov ugovor te su ga otpustili. Mutombo je potpisao dvogodišnji ugovor s New York Knicksima. Knicksi su ga poslije mijenjali za Jamala Crawforda u Chicago Bullse. Za Bullse nikada nije zaigrao te je nakon sezone 2003./04. mijenjan u Houston Rocketse.

### Houston Rockets
U Rocketse je doveden isključivo kao kvalitetna zamjena za Yao Minga. U prvoj sezoni s Rocketsima, Mutombo je ostvario prosjek od 4 poena i 5.3 skokova za 15.2 minute u igri. Unatoč sjajnim igrama Tracya McGradya, Rocketsi su isplai već u prvom krugu doigravanja od Dallas Mavericksa. U sezoni 2007./08. Mutombo je poboljšao svoje statistike jer je nakon Mingove ozljede postao startni centar momčadi. 10. siječnja 2008. u utakmici s Los Angeles Lakersima, Mutombo je ostvario 5 blokada i time prestigao Kareema Abdula-Jabbara te zauzeo drugo mjesto na ljestvici svih vremena po broju blokiranih šuteva iza Hakeema Olajuwona. 2. ožujka 2008. 41-godišnji Mutombo je sakupio 22 skoka te je time postao najstariji igrač u povijesti NBA lige koji je u jednoj utakmici ostvario 20+ skokova. 31. prosinca 2008. Mutombo je potpisao novi ugovor kojim bi ostao s Rocketsima do kraja sezone 2008./09. U prvoj utakmici doigravanja s Portland Trail Blazersima, Mutombo je za 18 minuta igre ostvario 9 skokova, 2 blokade i 1 ukradenu loptu. U drugoj četvrtini Mutombo je nespretno stao i ozlijedio ligamente lijevog koljena. 23. travnja 2009. Mutombo je objavio da se povlači iz profesionalne košarke.

## Privatni život
Mutombo je oženjen za suprugu Rose s kojom ima dvoje biološke i četvero posvojene djece. 1997. Mutombova zaklada pokrenula je 29 milijuna dolara vrijedan projekt izgradnje bolnice, kapaciteta tristo kreveta, u Mutombovom rodnom gradu Kinsahasi. Izgradnja bolnice počela je tek 2004. zbog problema s financijama. 14. kolovoza 2006. Mutombo je donirao još 15 milijuna dolara za završetak radova na bolnici koja nosi ime po njegovoj majci.

## NBA statistika

### Regularni dio
| Godina    | Klub         | Odig. uta. | Uta. poč. | Min. | 2P%  | 3P%  | Sl. bac.% | Skok. | Asist. | Ukr. lop. | Blok. | Poena |
| --------- | ------------ | ---------- | --------- | ---- | ---- | ---- | --------- | ----- | ------ | --------- | ----- | ----- |
| 1991./92. | Denver       | 71         | 71        | 38.3 | .493 | .000 | .642      | 12.3  | 2.2    | .6        | 3.0   | 16.6  |
| 1992./93. | Denver       | 82         | 82        | 36.9 | .510 | .000 | .681      | 13.0  | 1.8    | .5        | 3.5   | 13.8  |
| 1993./94. | Denver       | 82         | 82        | 34.8 | .569 | .000 | .583      | 11.8  | 1.5    | .7        | 4.1   | 12.0  |
| 1994./95. | Denver       | 82         | 82        | 37.8 | .556 | .000 | .654      | 12.5  | 1.4    | .5        | 3.9   | 11.5  |
| 1995./96. | Denver       | 74         | 74        | 36.7 | .499 | .000 | .695      | 11.8  | 1.5    | .5        | 4.5   | 11.0  |
| 1996./97. | Atlanta      | 80         | 80        | 37.2 | .527 | .000 | .705      | 11.6  | 1.4    | .6        | 3.3   | 13.3  |
| 1997./98. | Atlanta      | 82         | 82        | 35.6 | .537 | .000 | .670      | 11.4  | 1.0    | .4        | 3.4   | 13.4  |
| 1998./99. | Atlanta      | 50         | 50        | 36.6 | .512 | .000 | .684      | 12.2  | 1.1    | .3        | 2.9   | 10.8  |
| 1999./00. | Atlanta      | 82         | 82        | 36.4 | .562 | .000 | .708      | 14.1  | 1.3    | .3        | 3.3   | 11.5  |
| 2000./01. | Atlanta      | 49         | 49        | 35.0 | .477 | .000 | .695      | 14.1  | 1.1    | .4        | 2.8   | 9.1   |
| 2000./01. | Philadelphia | 26         | 26        | 33.7 | .495 | .000 | .759      | 12.4  | .8     | .3        | 2.5   | 11.7  |
| 2001./02. | Philadelphia | 80         | 80        | 36.3 | .501 | .000 | .764      | 10.8  | 1.0    | .4        | 2.4   | 11.5  |
| 2002./03. | New Jersey   | 24         | 16        | 21.4 | .374 | .000 | .727      | 6.4   | .8     | .2        | 1.5   | 5.8   |
| 2003./04. | New York     | 65         | 56        | 23.0 | .478 | .000 | .681      | 6.7   | .4     | .3        | 1.9   | 5.6   |
| 2004./05. | Houston      | 80         | 2         | 15.2 | .498 | .000 | .741      | 5.3   | .1     | .2        | 1.3   | 4.0   |
| 2005./06. | Houston      | 64         | 23        | 14.9 | .526 | .000 | .758      | 4.8   | .1     | .3        | .9    | 2.6   |
| 2006./07. | Houston      | 75         | 33        | 17.2 | .556 | .000 | .690      | 6.5   | .2     | .3        | 1.0   | 3.1   |
| 2007./08. | Houston      | 39         | 25        | 15.9 | .538 | .000 | .711      | 5.1   | .1     | .3        | 1.2   | 3.0   |
| 2008./09. | Houston      | 9          | 2         | 10.7 | .385 | .000 | .667      | 3.7   | .0     | .0        | 1.2   | 1.8   |
| Ukupno    |              | 1196       | 997       | 30.8 | .518 | .000 | .684      | 10.3  | 1.0    | .4        | 2.8   | 9.8   |
| All-Star  |              | 8          | 3         | 17.5 | .595 | .000 | .750      | 9.3   | .3     | .4        | 1.2   | 6.3   |

### Doigravanje
| Godina    | Klub         | Odig. uta. | Uta. poč. | Min. | 2P%   | 3P%  | Sl. bac.% | Skok. | Asist. | Ukr. lop. | Blok. | Poena |
| --------- | ------------ | ---------- | --------- | ---- | ----- | ---- | --------- | ----- | ------ | --------- | ----- | ----- |
| 1993./94. | Denver       | 12         | 12        | 42.6 | .463  | .000 | .602      | 12.0  | 1.8    | .7        | 5.8   | 13.3  |
| 1994./95. | Denver       | 3          | 3         | 28.0 | .600  | .000 | .667      | 6.3   | .3     | .0        | 2.3   | 6.0   |
| 1996./97. | Atlanta      | 10         | 10        | 41.5 | .628  | .000 | .719      | 12.3  | 1.3    | .1        | 2.6   | 15.4  |
| 1997./98. | Atlanta      | 4          | 4         | 34.0 | .458  | .000 | .625      | 12.8  | .3     | .2        | 2.2   | 8.0   |
| 1998./99. | Atlanta      | 9          | 9         | 42.2 | .563  | .000 | .702      | 13.9  | 1.2    | .6        | 2.6   | 12.6  |
| 2000./01. | Philadelphia | 23         | 23        | 42.7 | .490  | .000 | .777      | 13.7  | .7     | .6        | 3.1   | 13.9  |
| 2001./02. | Philadelphia | 5          | 5         | 34.6 | .452  | .000 | .615      | 10.6  | .6     | .4        | 1.8   | 8.8   |
| 2002./03. | New Jersey   | 10         | 0         | 11.5 | .467  | .000 | 1.000     | 2.7   | .6     | .3        | .9    | 1.8   |
| 2003./04. | New York     | 3          | 0         | 12.7 | .333  | .000 | 1.000     | 3.3   | .0     | .3        | 1.3   | 2.3   |
| 2004./05. | Houston      | 7          | 0         | 14.4 | .545  | .000 | .769      | 5.0   | .3     | .3        | 1.0   | 3.1   |
| 2006./07. | Houston      | 7          | 0         | 5.7  | 1.000 | .000 | 1.000     | 1.6   | .1     | .0        | .4    | 1.3   |
| 2007./08. | Houston      | 6          | 6         | 20.5 | .615  | .000 | .636      | 6.5   | .3     | .2        | 1.8   | 3.8   |
| 2008./09. | Houston      | 2          | 0         | 10.0 | .000  | .000 | .000      | 4.5   | .0     | .5        | 1.0   | .0    |
| Ukupno    |              | 101        | 72        | 30.9 | .517  | .000 | .703      | 9.5   | .8     | .4        | 2.5   | 9.1   |

## Vanjske poveznice
- Službena stranica zaklade
- Profil na NBA.com
- Profil  Arhivirana inačica izvorne stranice od 12. siječnja 2012. (Wayback Machine) na Basketball-Reference.com